# Andree Welge
Andree Welge (Bremen, 6 mei 1972) is een Duitse dartspeler.

## Carrière
Hij bereikte de tweede ronde van de Winmau World Masters in 1998. In 2001 speelt Welge de finale van de Dutch Open. Hij verliest van Raymond van Barneveld. Welge speelde op het World Professional Darts Championship 2002 maar verloor in de eerste ronde van de Belg Erik Clarys.
Welge maakte zijn PDC-debuut op het PDC World Darts Championship 2006. Hij verloor van Alan Warriner-Little in de eerste ronde. Hij keerde terug naar Purfleet voor het PDC World Darts Championship 2010, maar verloor in de eerste ronde van Mark Dudbridge. In 2011 speelde hij weer in Purfleet voor het PDC World Darts Championship 2011. Hij verloor weer in de eerste ronde. Ditmaal van Colin Lloyd. In 2013 verloor Welge in de voorronde van Leung Chen Nam op het PDC World Darts Championship 2013. In 2014 verloor Welge in de voorronde van Julio Barbero op het PDC World Darts Championship 2014.
In 2008 won Welge de finale om de EDC Spring Cup door in de finale te winnen van de Belg Tony Martinez.

## Resultaten op Wereldkampioenschappen

### BDO
- 2002: Laatste 32 (verloren van Erik Clarys met 1-3)

### WDF

#### World Cup
- 1991: Laatste 128 (verloren van Walter Tschudin met 1-4)
- 1993: Laatste 64 (verloren van Stefan Nagy met 0-4)
- 1999: Laatste 32 (verloren van Chis van den Bergh met 2-4)
- 2001: Laatste 64 (verloren van Alan Thomson met 2-4)
- 2003: Laatste 32 (verloren van Gary Anderson met 1-4)
- 2005: Laatste 32 (verloren van Raymond van Barneveld met 2-4)

### PDC
- 2006: Laatste 64 (verloren van Alan Warriner-Little met 0-3)
- 2010: Laatste 64 (verloren van Mark Dudbridge met 0-3)
- 2011: Laatste 64 (verloren van Colin Lloyd met 2-3)
- 2013: Voorronde (verloren van Leung Chen Nam 1-4 met in legs)
- 2014: Voorronde (verloren van Julio Barbero 1-4 met in legs)